# Chaetodon argentatus
Chaetodon argentatus är en fiskart som beskrevs av Smith och Radcliffe, 1911. Chaetodon argentatus ingår i släktet Chaetodon och familjen Chaetodontidae. IUCN kategoriserar arten globalt som livskraftig. Inga underarter finns listade i Catalogue of Life.